# Pentax K-5
Pentax K-5 — цифровой зеркальный фотоаппарат марки «Пентакс», предназначенный для фотографов-энтузиастов и выпущенный на смену Pentax K-7. Был анонсирован 20 сентября 2010 года, снят с производства в августе 2012 года и заменён моделью Pentax K-5 II.
Фотоаппарат оснащён пылевлагонепроницаемым корпусом из магниевого сплава, заявлена работоспособность при температурах от −10 °C. Согласно тесту DxOMark, K-5 обладал лучшей матрицей в классе (по совокупности характеристик: уровень шумов при высокой чувствительности, фотографическая широта, количество оттенков — среди фотоаппаратов с матрицами формата APS-C) в течение двух лет после выпуска, до появления в конце 2012 года фотоаппарата Nikon D5200.

## Отличия от K-7

### Корпус и механика
Фотоаппарат сохранил тот же корпус из магниевого сплава и нержавеющей стали. Внешние отличия K-5 от K-7 минимальны: слегка изменённая форма переключателя режимов автофокусировки на задней панели, стал выше диск переключения режимов съёмки на верхней панели, а рядом с кнопкой RAW появилась надпись Fx (что означает flex — гибкость).

### Электроника
В K-5 установлена новая 16-мегапиксельная матрица, аналогичная используемым в фотоаппаратах Nikon D7000 и Sony SLT-A55, однако доработанная инженерами «Пентакса». В результате максимальная светочувствительность фотоаппарата составляет 51.200 ISO, что на момент выпуска K-5 являлось рекордом среди всех камер с матрицей формата APS-C.
Несмотря на увеличение разрешения снимков, скорость съёмки возросла с 5,2 до 7 кадров в секунду.
Обновлённая система автофокусировки SAFOX IX+ учитывает цвет, её датчики охватывают бо́льшую площадь. Скорость работы возросла по сравнению с используемой в K-7 системой SAFOX VIII+.
Электронный уровень анализирует отклонения не только влево-вправо, но и вперёд-назад.
Улучшились возможности видеосъёмки: если K-7 снимает видео с разрешением 1536×1024, то K-5 поддерживает формат FullHD 1080p, хотя частота 30 кадров в секунду не поддерживается — только 25.

### Интерфейс и настройки
В интерфейсе фотоаппарата добавились функции HDR и кросс-процесса. Появилась возможность коррекции хроматических аберраций и дисторсии: как непосредственно при съёмке в JPEG, так и при обработке RAW-файлов в меню.

## Pentax K-5 Limited Silver
В апреле 2011 года была выпущена ограниченная серия фотоаппаратов K-5 Limited Silver. Эта версия отличается серебристым цветом корпуса (некрашенный металл), изменённой формой выступа для правой руки — он стал более толстым, а также покрытием обоих дисплеев, которое устойчиво к царапинам. Фотоаппарат поставлялся с микропрограммой версией 1.02, которая обеспечивает поддержку карт памяти стандарта SDXC.
Было выпущено всего 1500 экземпляров, цена в США составила 1700 долларов.
Одновременно были выпущены серебристые версии объективов smc DA 21mm F3.2 AL, smc DA 40mm F2.8 и smc DA 70mm F2.4.

## Pentax K-5 Silver Special Edition
1 марта 2012 года компания объявила, что в апреле поступит в продажу ограниченная серия из 1500 Pentax K-5 серебристого цвета с объективом DA 40mm F2.8 XS, тоже серебристым. Объявленная цена комплекта — 1600 долларов США при официальной стоимости весной 2012 года K-5 — 1100 долларов, а объектива — 250 долларов.
При этом никаких изменений по сравнению со стандартным K-5, за исключением цвета корпуса и версии микропрограммы (1.13), нет, в отличие от серебристой модели 2011 года. Эти модели проще всего отличить друг от друга по шильдику SR (shake reduction — система стабилизации): у серебристой модификации 2012 года белые буквы SR расположены на красном фоне, как и у стандартной чёрной модели, а у модификации 2011 года — белые буквы на чёрном фоне.